# Lucio Virio Lupo Giuliano
Lucio Virio Lupo Giuliano (in latino: Lucius Virius Lupus Iulianus; fl. 232) fu un senatore e politico dell'Impero romano.
Il patrizio Lupo fu molto probabilmente il figlio dell'homo novus Virio Lupo, sostenitore dell'imperatore Settimio Severo, e fratello minore di Lucio Virio Agricola, console nel 230.
Lupo fu sevir equitum Romanorum (comandante di uno squadrone di cavalieri romani), triumvir capitalis (direttore delle carceri) e legato della provincia della Licia e Pamfilia. Lupo divenne prima allectus inter quaestorius ("ammesso alla questura") e poi pretore; nel 232 divenne console.

### Fonti primarie
- CIL VI, 31774 CIL VI, 37078 CIL VIII, 23800

### Fonti secondarie
- Karlheinz Dietz, "Senatus contra principem. Untersuchungen zur senatorischen Opposition gegen Kaiser Maximinus Thrax", Vestigia, Vol. 29. Beck, München 1980, p. 254, ISBN 3-406-04799-8.